# ۱۱۷۷ (قمری)
۱۱۷۷ (قمری)، هزار و صد و هفتاد و هفتمین سال در گاهشماری هجری قمری است. اول محرم این سال برابر با دوازدهم ژوئیه سال ۱۷۶۳ میلادی است.